# 셀라레트

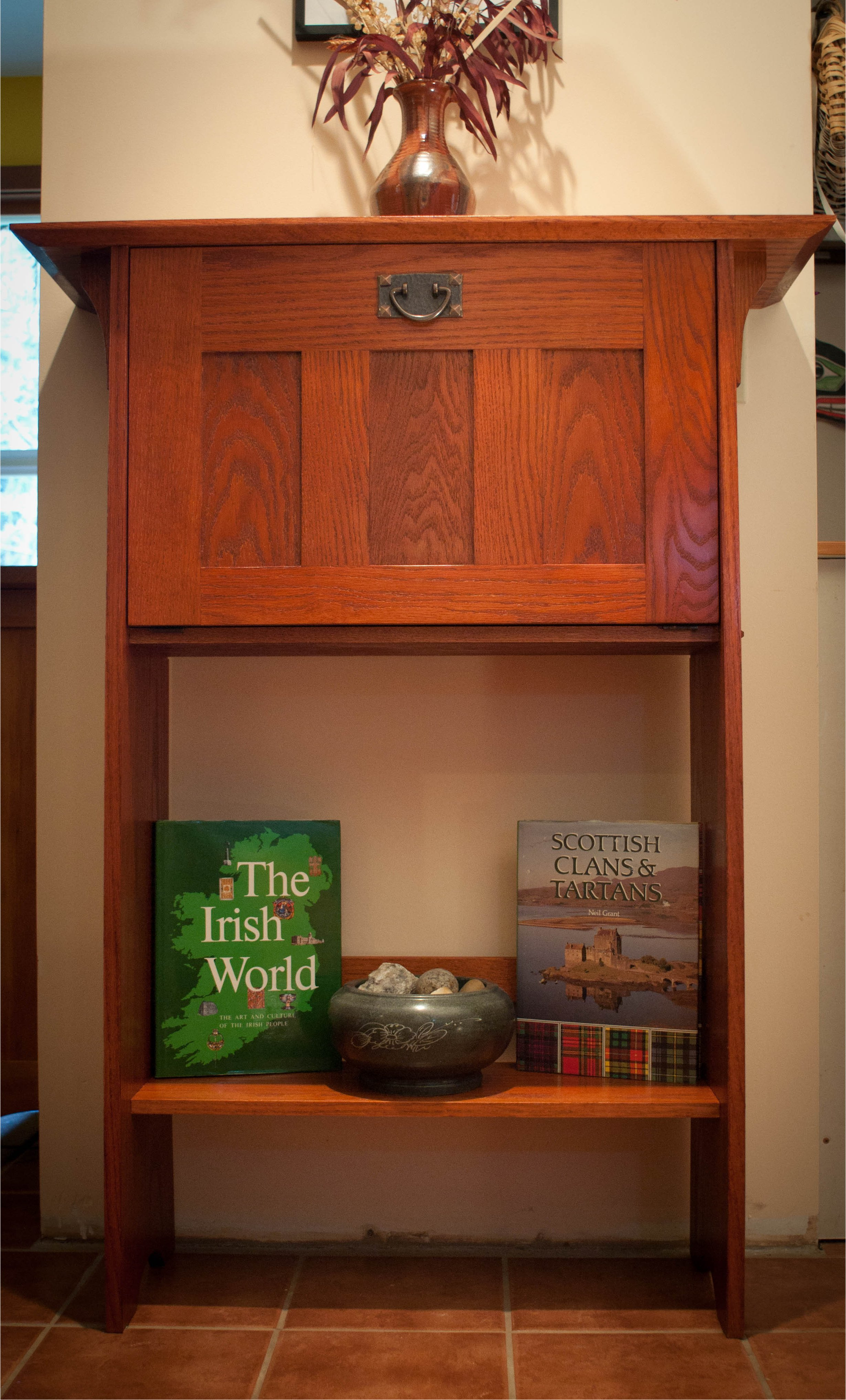
최근에 만들어진 현대식 셀라레트

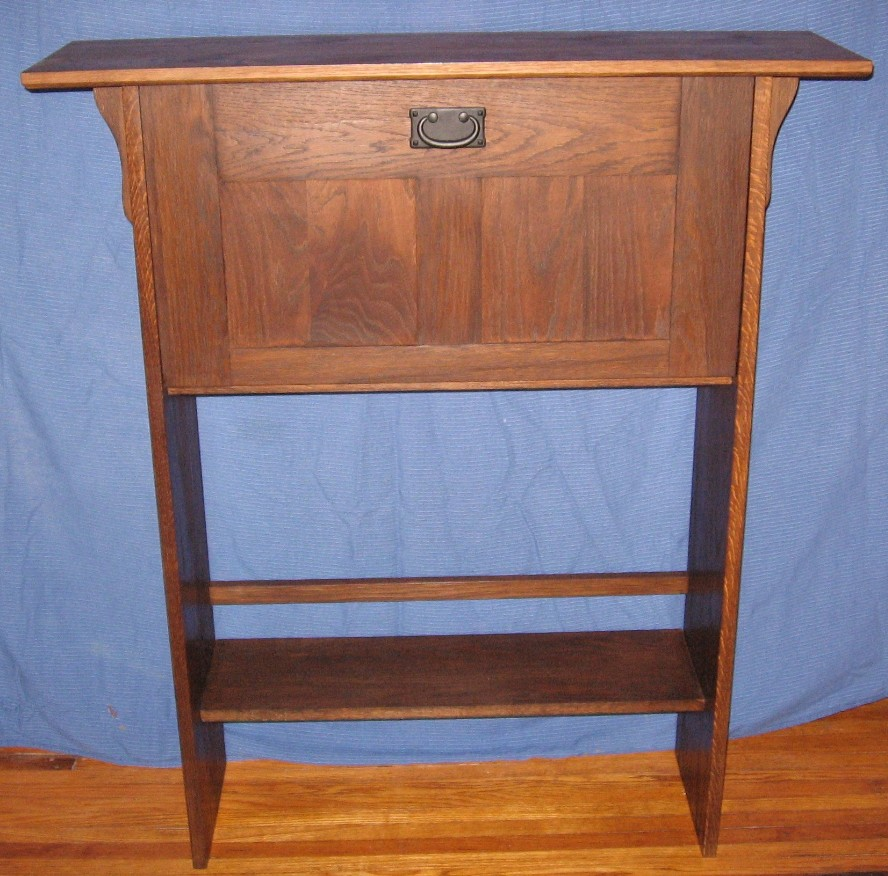
미션식으로 제작된 셀라레트

셀라레트(영어: Cellarette 혹은 cellaret)는 와인이나 위스키와 같은 알코올 음료의 병을 보관하는 데 사용되는 작은 수납장이다. 다양한 크기와 모양, 디자인이 있으며, 안에 있는 내용물을 보호하기 위하여 자물쇠와 같은 일종의 보안장치를 가지고 있다. 이와 같은 알코올 음료를 담기 위한 용기는 15세기 초 유럽에서부터 등장하였고, 18세기 초에 미국으로 건너가 19세기에 많은 인기가 생겼다.  셀라레트는 보통 장식용 나무로 만들어졌으며, 무심히 보는 사람은 모르게 하기 위해 특별한 디자인으로 만들어졌다. 보통 펍이나 터번, 부유한 집에서 발견되었다.

## 역사
알코올 음료를 보관할 수 있도록 만들어진 목제 수납장은 15세기 유럽의 펍에서 술을 보관하는 용도로 처음 등장하였다. 이후 셀라레트는 18세기에는 유럽의 주류 수납장이라는 한 형태로 아메리카에 처음 등장하였다. 이렇게 셀라레트나 주류를 담는 수납장이 나타나게 된 것은 술병이 숨겨져 있고 자물쇠를 채울 수 있기 때문에 술과 위스키를 절도 당하지 않도록 하기 위해서였다.
미국 독립 전쟁과 미국 남북 전쟁 중에 군 장교들의 셀라레트에는 크리스탈 모양의 디캔터나 작은 유리잔, 피처 (용기), 깔때기, 음주용 성작 등이 들어있었다. 18세기에 사용되었던 셀라레트의 디자인은 20세기까지도 사용되었다. 이 시대의 셀라레트는 보통 터번과 펍, 엘리트의 개인 주택에서 발견되기도 하였다.
미국에 금주법 시대가 왔을 때에는 불법 알코올 음료를 감추기 위해 트롱프뢰유 방식을 사용해 만들어진 셀라레트를 선호하였다. 셀라레트를 자세히 보지 않은 사람들에게는 트롱프뢰유 방식으로 만들어진 평범한 탁자, 책상이나 다른 가구처럼 보이게 제작되었다.

## 설계
영국과 미국의 셀라레트는 알코올 음료를 운반하고 보관하며 저장할 수 있도록 설계된 목제 상자로, 보통 마호가니, 자단, 호두나무와 같은 장식용 나무로 만들어졌고, 다양한 모양과 크기로 만들어졌다. 셀라레트는 일반적으로 주방에서 쓰이는 가구였으며, 몇몇 셀라레트는 집 안에서 방마다 옮길 수 있도록 손잡이가 달린 휴대용 가구로 만들기도 하였다. 또 다른 종류는 유리잔을 담을 수 있는 미닫이 선반이 있는 서빙용으로 만들기도 하였다.